# Hiroki Noda
Hiroki Noda (japanisch 野田 裕喜 Noda Hiroki; * 27. Juli 1997 in der Präfektur Kumamoto) ist ein japanischer Fußballspieler.

## Karriere
Hiroki Noda erlernte das Fußballspielen in der Schulmannschaft der Ozu High School. Von September 2014 bis Saisonende 2015 wurde er von der High Scholl an Roasso Kumamoto ausgeliehen. Der Verein aus Kumamoto spielte in der zweithöchsten Liga des Landes, der J2 League. Für Roasso bestritt er fünf Zweitligaspiele. Seinen ersten Profivertrag unterschrieb er am 1. Februar 2016 bei Gamba Osaka. Der Verein aus Suita spielte in der ersten Liga des Landes. Hier wurde er in der U23-Mannschaft, die in der dritten Liga spielte, eingesetzt. In der ersten Mannschaft kam er nicht zum Einsatz. Von Ende Mai 2019 bis Saisonende wechselte er auf Leihbasis zum Zweitligisten Montedio Yamagata. Für den Verein, der in der Präfektur Yamagata beheimatet ist, stand er siebenmal auf dem Spielfeld. Nach Ende der Ausleihe wurde er von Montedia am 1. Februar 2020 fest unter Vertrag genommen. Nach drei Spielzeiten, in denen er 148 Ligaspiele bestritt, wechselte er im Januar 2024 zum Erstligisten Kashiwa Reysol.